# Woodbury (Tennessee)
Woodbury é uma cidade  localizada no estado norte-americano de Tennessee, no Condado de Cannon.

## Demografia
Segundo o censo norte-americano de 2000, a sua população era de 2428 habitantes.
Em 2006, foi estimada uma população de 2540, um aumento de 112 (4.6%).

## Geografia
De acordo com o United States Census Bureau tem uma área de
4,5 km², dos quais 4,5 km² cobertos por terra e 0,0 km² cobertos por água. Woodbury localiza-se a aproximadamente 338 m acima do nível do mar.

## Localidades na vizinhança
O diagrama seguinte representa as localidades num raio de 28 km ao redor de Woodbury.